# إريكا فالنر
إريكا فالنر (بالإسبانية: Erika Wallner)‏ هي ممثلة أرجنتينية، ولدت في 2 سبتمبر 1941 ببوينس آيرس في الأرجنتين، وتوفيت بنفس المكان في 26 أغسطس 2016 بسبب قصور كلوي.

## وصلات خارجية
- إريكا فالنر على موقع IMDb (الإنجليزية)
- إريكا فالنر على موقع قاعدة بيانات الفيلم (الإنجليزية)